# Cătălina Ponor
Cătălina Ponor (Constanza, 20 de agosto de 1987) es una ex-gimnasta rumana.
Especialista en suelo y barra de equilibrios.  Se la conoce también como "la Reina de la Barra de equilibrios" (Queen of Beam).

## Biografía
Después del inicio del entrenamiento con el equipo nacional en 2002, Ponor ganó varias medallas con el equipo rumano, en barra de equilibrio y en ejercicio de suelo. Casi desconocida hasta finales de 2003, Ponor ha hecho varios logros importantes en su carrera como gimnasta. En su carrera destaca el Campeonato Mundial 2003, donde fue triple medallista de plata, y en 2004, en el Campeonato Europeo de Gimnasia y Juegos Olímpicos de Atenas 2004, que fue triple medallista de oro.
Después de los Juegos Olímpicos, Ponor se vio involucrada en controversias, pero también ha triunfado en varios concursos. Después de ganar una medalla de oro en el Campeonato Europeo 2006, Ponor decidió retirarse a causa de sus lesiones. A pesar de ello, reanudó el entrenamiento y finalmente compitió en los Juegos Olímpicos de Londres 2012  con el equipo rumano de gimnasia artística, con el que consiguió la medalla de bronce por equipos y la de plata en suelo.
Tiene una última participación en los Campeonas de Europa de 2017 en la localidad de Cluj-Napoca en su casa, Rumania; donde tiene un resultado excelente para poner el colofón a su trayectoria deportiva.  Se clasifica para la final individual de barra de equilibrios y gana, nada menos que, la medalla de oro con una puntuación de 14.566 (6.2 dificultad y 8.366 ejecución).
En otras competiciones de Copa del Mundo ha obtenido seis medallas más, de las cuales 4 han sido de oro.  En concreto, ha obtenido la medalla de oro en su especialidad: la barra de equilibrios; en Birminghan, Inglaterra 2006; Doha, Catar 2016; Bakú, Acerbayián 2017.  Teniendo una última participación en el Doha, Catar 2018, donde obtuvo la medalla de plata en su especialidad.  También obtuvo la medalla de plata en Birminghan en 2006 y la medalla de oro en Bakú el 2017.
En el plano personal, en agosto de 2020 acaba de anunciar en su cuenta de Instagram su futuro enlace con Bogdan Ristea Jianu.